# Let podle přístrojů
Let podle přístrojů (běžně označován jako "Let IFR" [aj ef ár] podle anglického instrument flight rules) je způsob vedení letu umožňující let i při zhoršených meteorologických podmínkách, kdy počasí neumožňuje let za viditelnosti (VFR). Pilot při takovém letu řídí letadlo na základě údajů přístrojů, nikoli podle výhledu z kabiny.
Při IFR letu je udržováno rádiové spojení se stanovištěm řízení letového provozu, které odpovídá za dodržování rozestupů mezi letadly (a v některých případech i za rozestup od země) pro prevenci srážky. V oblastech, které jsou pokryty pozemním radarem, ho středisko ŘLP používá pro udržení rozestupu; tam kde radar není k dispozici (např. při zaoceánských letech), zajišťuje řídící rozestupy na základě pravidelně podávaných hlášení polohy a rychlosti letadel.

## Používané přístroje

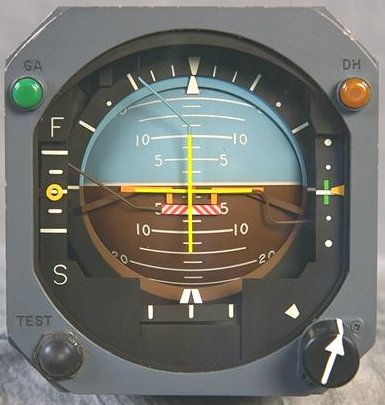
Umělý horizont

Letadlo musí být vybaveno přístroji pro let VFR a navíc je nutný zatáčkoměr, sklonoměr, umělý horizont, dva barometrické výškoměry, navigační VRR a navigační zařízení umožňující let podle letového plánu a podle pokynů AFIS. Dále je nutné zařízení pro navedení až do bodu z něhož lze provést přistání za viditelnosti Země.

### Ukazatel letové polohy

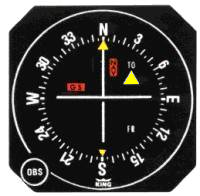
palubní VOR/ILS s mechanickou stupnicí

Základním přístrojem pro zachování prostorové orientace je umělý horizont, který ukazuje polohu letadla (sklon a náklon). Při jeho poruše je možné přejít na tzv. zdvojující přístroje - zatáčkoměr a variometr. Pro udržení požadovaného režimu letu se dále používá výškoměr a rychloměr.

### Ukazatel kurzu
Základními přístroji měření kurzu je kompas (obvykle gyrokompas – směrový setrvačník). Všechny setrvačníkové přístroje musí být vybaveny zařízením pro kontrolu jejich správné funkce.

### Výškoměr
Barometrické výškoměry musí být při letu IFR zdvojeny, pro sníženi možnosti špatné indikace.

### Rychloměr
Rychloměr pro IFR lety musí být vybaven zařízením vylučujícím účinky případné kondenzace nebo námrazy.

### Palubní hodiny
Palubní hodiny musí být schopny měřit a zobrazovat hodiny, minuty a sekundy.

### Komunikační přístroje
Pro spojení se stanovištěm ŘLP se používá nejčastěji VHF či UHF rádio, na zaoceánských letech se používá SW, které má větší dosah.
Pokud ani počasí na cílovém letišti nesplňuje podmínky VMC, probíhá za pomoci přístrojů, rádia a radionavigačních zařízení i konečná fáze letu - přístrojové přiblížení na přistání a přistání.

### Indikace teploty vnějšího vzduchu
Za letu IFR musí být letadlo vybaveno přístrojem pro indikaci teploty vnějšího vzduchu.

### Navigační přístroje
Let probíhá obvykle po letových cestách definovaných radionavigačními zařízeními; někdy se používá též zařízení GNSS či inerciální navigační systém To umožňuje vyšší přesnost vedení letadla po trati.
V moderních dopravních letadlech po většinu letu vede letadlo autopilot na základě informací z přístrojů.

## Předpisy
Aby pilot mohl provádět let podle přístrojů, musí mít ke svému pilotnímu průkazu platnou tzv. „přístrojovou doložku“ od příslušného leteckého úřadu (v Česku je jím ÚCL). Letadlo musí být pro let IFR vybaveno v souladu s předpisem (v ČR L-6 - Provoz letadel).
V případě, že meteorologická situace splňuje pouze tzv. meteorologické podmínky pro let podle přístrojů (IMC, instrument meteorological conditions), nikoli v předpisech uvedené podmínky pro let za viditelnosti (VMC, visual meteorological conditions), je let podle přístrojů jedinou povolenou možností. Ale i v případě podmínek VMC je velké množství letů vedeno podle pravidel IFR, zvláště v případě řízených letů. Pilot je tak připraven pokračovat i při zhoršení povětrnostních podmínek a navíc je to pro něho pohodlnější protože tím přenáší velkou část odpovědnosti na orgány ŘLP. Ve vzdušném prostoru tříd A, nad letovou hladinou FL195 a při nadzvukových rychlostech je let podle pravidel VFR zakázán úplně.
Jakkoli může být IFR let prováděn při výrazně horších podmínkách než VMC, i pro něj jsou definovány určité limity. Jsou to tzv. "minima" závislá na vybavení letadla, letiště a kvalifikaci posádky. Jsou určená minimální dohledností a nejnižší výškou spodní základny oblačnosti při kterých je možné provést vzlet nebo přistání.

### Provozní kategorie
ICAO definuje několik typů provozních kategorií pro let IFR, podle dohlednosti a minimální výšky rozhodnutí při přistávacím manévru.
- I. Dohlednost neklesne pod 800m, výška rozhodnutí větší než 60 m.
- II. Dohlednost neklesne pod 400m, výška rozhodnutí větší než 30 m.
- III. a) Výška rozhodnutí větší než 0m. Dohlednost větší než 200 m.
- III. b) Výška rozhodnutí větší než 0m. Dohlednost větší než 50 m.
- III. c) Výška rozhodnutí větší než 0m. Dohlednost větší než 0 m.